# Piedra Ancha, Santa María Chilchotla
Piedra Ancha är en ort i Mexiko.   Den ligger i kommunen Santa María Chilchotla och delstaten Oaxaca, i den sydöstra delen av landet, 280 km sydost om huvudstaden Mexico City. Piedra Ancha ligger 1 410 meter över havet och antalet invånare är 145.
Terrängen runt Piedra Ancha är bergig åt nordväst, men åt sydost är den kuperad. Runt Piedra Ancha är det ganska tätbefolkat, med 120 invånare per kvadratkilometer. Närmaste större samhälle är Huautla de Jiménez, 13,2 km söder om Piedra Ancha. I omgivningarna runt Piedra Ancha växer i huvudsak städsegrön lövskog.